# Chemiewinkel
Een chemiewinkel is een wetenschapswinkel die aan chemie gerelateerde vragen probeert onder te brengen in het wetenschappelijk onderwijs dan wel onderzoek. Deze bemiddeling is bedoeld voor individuen en organisaties die op geen andere wijze toegang kunnen krijgen tot de wetenschappelijke wereld en is daarom in principe kosteloos.
Relatief veel vragen worden gesteld over milieuverontreiniging en de gevaren van (het werken met) chemische stoffen.